# Худяківська сільська рада
Худякі́вська сільська́ ра́да — адміністративно-територіальна одиниця та орган місцевого самоврядування в Черкаському районі Черкаської області. Адміністративний центр — село Худяки.

## Загальні відомості
- Територія ради: 19,69 км²
- Населення ради: 2 740 осіб (станом на 2001 рік)

## Населені пункти
Сільській раді підпорядковані населені пункти:
- с. Худяки

## Склад ради
Рада складається з 20 депутатів та голови.
- Голова ради: Василина Роман Петрович
- Секретар ради: Гавриш Оксана Борисівна

### Керівний склад попередніх скликань
| Прізвище, ім'я, по батькові | Основні відомості                                                 | Дата обрання | Дата звільнення |
| --------------------------- | ----------------------------------------------------------------- | ------------ | --------------- |
| Валашенко Наталія Василівна | Сільський голова, 1967 року народження, позапартійна              | 26.03.2006   | 31.10.2010      |
| Василина Роман Петрович     | Сільський голова, 1983 року народження, освіта вища, безпартійний | 31.10.2010   |                 |

Примітка: таблиця складена за даними сайту Верховної Ради України

### Депутати
За результатами місцевих виборів 2010 року депутатами ради стали:

#### За суб'єктами висування
| Суб'єкт висування                     | Кількість обраних депутатів | %  |
| ------------------------------------- | --------------------------- | -- |
| Самовисування                         | 18                          | 90 |
| Українська соціал-демократична партія | 2                           | 10 |

#### За округами
| № округу                              | Прізвище, ім'я, по батькові      | Дата визнання обраним | Освіта             | Партійна приналежність       | Відомості про обраного депутата                      |
| ------------------------------------- | -------------------------------- | --------------------- | ------------------ | ---------------------------- | ---------------------------------------------------- |
| Українська соціал-демократична партія |                                  |                       |                    |                              |                                                      |
| 14                                    | Сапсай Людмила Олександрівна     | 03.11.2010            | вища               | позапартійна                 | КП Агроекосервіс, головний бухгалтер                 |
| 19                                    | Счастливець Лариса Миколаївна    | 03.11.2010            | середня спеціальна | позапартійна                 | Худяківська загальноосвітня школа, керівник гуртків  |
| Самовисування                         |                                  |                       |                    |                              |                                                      |
| 1                                     | Калашник Анатолій Миколайович    | 03.11.2010            | середня            | позапартійний                | підприємець                                          |
| 2                                     | Шимко Микола Іванович            | 03.11.2010            | вища               | позапартійний                | підприємець                                          |
| 3                                     | Філіпов Микола Миколайович       | 03.11.2010            | середня спеціальна | позапартійний                | підприємець                                          |
| 4                                     | Собко Катерина Андріївна         | 03.11.2010            | вища               | позапартійна                 | пенсіонер                                            |
| 5                                     | Ножка Юлія Василівна             | 03.11.2010            | середня спеціальна | позапартійна                 | ТОВ «ЧПФ», секретар                                  |
| 6                                     | Бондаренко Катерина Олексіївна   | 03.11.2010            | вища               | позапартійна                 | Худяківсь-ка сільська рада, землевпорядник           |
| 7                                     | Буша Юлія Петрівна               | 03.11.2010            | середня спеціальна | позапартійна                 | тимчасово не працює                                  |
| 8                                     | Сайфудінова Ганна Петрівна       | 03.11.2010            | вища               | позапартійна                 | Худяківська загальноосвітня школа І-ІІІ ст., вчитель |
| 9                                     | Братко Сергій Миколайович        | 03.11.2010            | вища               | позапартійний                | тимчасово не працює                                  |
| 10                                    | Щекочіхін Олександр Анатолійович | 03.11.2010            | вища               | позапартійний                | Худяківська загальноосвітня школа І-ІІІ ст., вчитель |
| 11                                    | Гуржій Наталія Петрівна          | 03.11.2010            | вища               | позапартійна                 | тимчасово не працює                                  |
| 12                                    | Кучугурна Наталія Петрівна       | 03.11.2010            | вища               | позапартійна                 | Худяківська сільська рада, секретар                  |
| 13                                    | Кужим Ніна Олександрівна         | 03.11.2010            | вища               | позапартійна                 | Черкаська районна лікарня, головний бухгалтер        |
| 15                                    | Чешун Юрій Павлович              | 03.11.2010            | вища               | позапартійний                | тимчасово не працює                                  |
| 16                                    | Коваль Віктор Миколайович        | 03.11.2010            | середня спеціальна | позапартійний                | тимчасово не працює                                  |
| 17                                    | Буша Марія Василівна             | 03.11.2010            | середня спеціальна | позапартійна                 | ТОВ «ЧПФ», прибиральниця                             |
| 18                                    | Гавриш Оксана Борисівна          | 03.11.2010            | вища               | член Аграрної партії України | Черкаський інститут АПВ НААНУ, провідний спеціаліст  |
| 20                                    | Воробкало Людмила Миколаївна     | 03.11.2010            | середня спеціальна | член Партії регіонів         | ППОРГ «Синтез», пакувальник                          |

## Господарська діяльність
На балансі сільської ради перебуває дошкільний навчальний заклад «Яблунька», Будинок культури, бібліотека, музей історії села.